# Igor Ristivojević
Igor Ristivojević (in serbo Игор Ристивојевић?; Šabac, 8 agosto 1988) è un calciatore serbo, difensore del Mačva Šabac.

## Carriera

### Club
Il 1º luglio 2009 viene acquistato a titolo definitivo dalla squadra serba del Mačva Šabac.